# ولادیمیر پراپ
ولادیمیر پراپ، محقق فرمالیست و روس تباری می‌باشد که به واسطه ارائه تجزیه و تحلیل‌های ساختگرایانه اش از قصه‌های عامیانه روسیه و تفکیک سی و یک فونکسیون ویژه در بین همه این قصص، در نهایت به هفت شخصیت بنیادی پی می‌برد. اندیشه‌های پراپ در این خصوص، تأثیر عمیقی بر تحقیقات فولکوریک در دانشگاه‌های غرب بر جای گذاشت.

## زندگی‌نامه
ولادیمیر پراپ در ۱۷ آوریل ۱۸۹۵ در سن پترزبورگ در یک خانواده روسی متولد شد. والدین او، یاکوف فیلیپویچ پراپ و آنا-الیزاتا فریدیرفینا پراپ (بی بیسل) ولگا دهقانان ثروتمند آلمانی از استان ساراتوف بودند. او تحصبلات خود را در دانشگاه سنت پترزبورگ (۱۹۱۳-۱۹۱۸)، در رشته فلسفه روسی و آلمانی گذراند. پس از فارغ التحصیلی او در دبیرستان روسی و آلمانی تدریس کرد و سپس معلم کالج آلمانی شد.
مورفولوژی او درباره ادبیات فولکلور در سال ۱۹۲۸ در روسیه منتشر شد. گرچه این نشان دهنده موفقیتی در توده‌شناسی (فولکلستیک) و مورفولوژی بود و روی آثار کلود لووی استراوس و رولان بارت تاثیر گذاشته است، تا زمان ترجمه آن در سال ۱۹۵۸ در غرب غالبا نادیده گرفته شد. از این کتاب که به ریخت‌شناسی قصه‌های پریان مشهور است در آموزش رسانه‌ها استفاده می‌‎شود و می توان از آن در داستان، ادبیات، تئاتر، فیلم، سریال تلویزیونی، بازی ها و غیره استفاده کرد.
در سال ۱۹۳۲، پراپ عضو دانشکده لنینگراد (که قبلا دانشگاه سن پترزبورگ بود) بود شد. پراپ درحالیکه عضو هیئت علمی این دانشگاه بود در سال ۱۹۷۰ درگذشت.